# James Leighman Williams
James Leighman Williams, född den 22 september 1985 i Sacramento, Kalifornien, är en amerikansk fäktare som tog OS-silver i herrarnas lagtävling i sabel i samband med de olympiska fäktningstävlingarna 2008 i Peking.